# De engel van Amsterdam
De engel van Amsterdam is een musical uit 1975 die is geschreven ter gelegenheid van het 700-jarig bestaan van de stad Amsterdam. De muziek is gecomponeerd door Joop Stokkermans, de teksten zijn van de hand van Lennaert Nijgh.
De première vond plaats op 9 oktober 1975 in theater Carré in Amsterdam. Hoofdrollen werden vervuld door Jasperina de Jong als de engel Rafaël, Lex Goudsmit als bisschop Gozewijn en Leen Jongewaard als Vosmeer. Enkele karakters uit deze musical zijn losjes gebaseerd op figuren uit het klassieke toneelstuk Gijsbrecht van Aemstel van Joost van den Vondel. Bekende nummers uit deze musical zijn "Het spijt me lieve heer" en "Vrouwen".

## Korte beschrijving van de verhaallijn en de personages
God zendt de engel Rafaël naar de aarde om te zien wat er terechtgekomen is van het goede nieuws dat hij eerder heeft gebracht, dat wil zeggen de aankondiging van de geboorte van Christus. Rafaël belandt in Amsterdam en raakt verstrikt in plaatselijke troebelen, onder meer in verband met de aanleg van een nieuwe haven. De tekst alludeert toepasselijk op lokale, toenmaals actuele kwesties, zoals de sloop van panden in de Nieuwmarktbuurt vanwege de aanleg van de metro in het centrum van Amsterdam, het bevorderen van een autoluwe binnenstad en vrouwenemancipatie.

## Elpee
Van deze musical is een langspeelplaat uitgebracht onder het CBS-label (nr. 70143). Deze LP bevat de volgende tracks: 
1. Ergens in een zee van tijd - Jasperina de Jong – 3:04
2. Wie niet deugen kan, moet slim zijn - Leen Jongewaard – 2:30
3. Als hemelbode daal ik neer - Jasperina de Jong – 1:40
4. Wat een engel - Lex Goudsmit – 2:28
5. Krijg de kleren - Jasperina de Jong & Leen Jongewaard & Lex Goudsmit – 3:32
6. Kain en Abel - Jasperina de Jong – 3:10
7. Boem boem buskruit - Lex Goudsmit & Wim Hoddes & Leen Jongewaard – 1:52
8. Poppenkast - Leen Jongewaard – 2:26
9. Het spijt me, lieve Heer - Jasperina de Jong & Lex Goudsmit & Wim Hoddes & Mieke Bos & Edo van Dijken & Arnica Elsendoorn – 3:01
10. Vrouwen - Jasperina de Jong & Mieke Bos & Arnica Elsendoorn – 2:42
11. Een bisschop incognito - Lex Goudsmit – 3:07
12. Vannacht kan van alles - Jasperina de Jong – 2:35
13. Amsterdam ik neem afscheid - Edo van Dijken - 1:43
14. Stel je voor wat een stad - Jasperina de Jong – 2:33
15. Tijd voor alle dingen - Mieke Bos –	2:47
16. Dansend over het Damrak - Jasperina de Jong & Leen Jongewaard & Lex Goudsmit –	2:38